# Illice mediofasciata
Illice mediofasciata är en fjärilsart som beskrevs av Rothschild 1913. Illice mediofasciata ingår i släktet Illice och familjen björnspinnare. Inga underarter finns listade i Catalogue of Life.